# Henrik Stenson

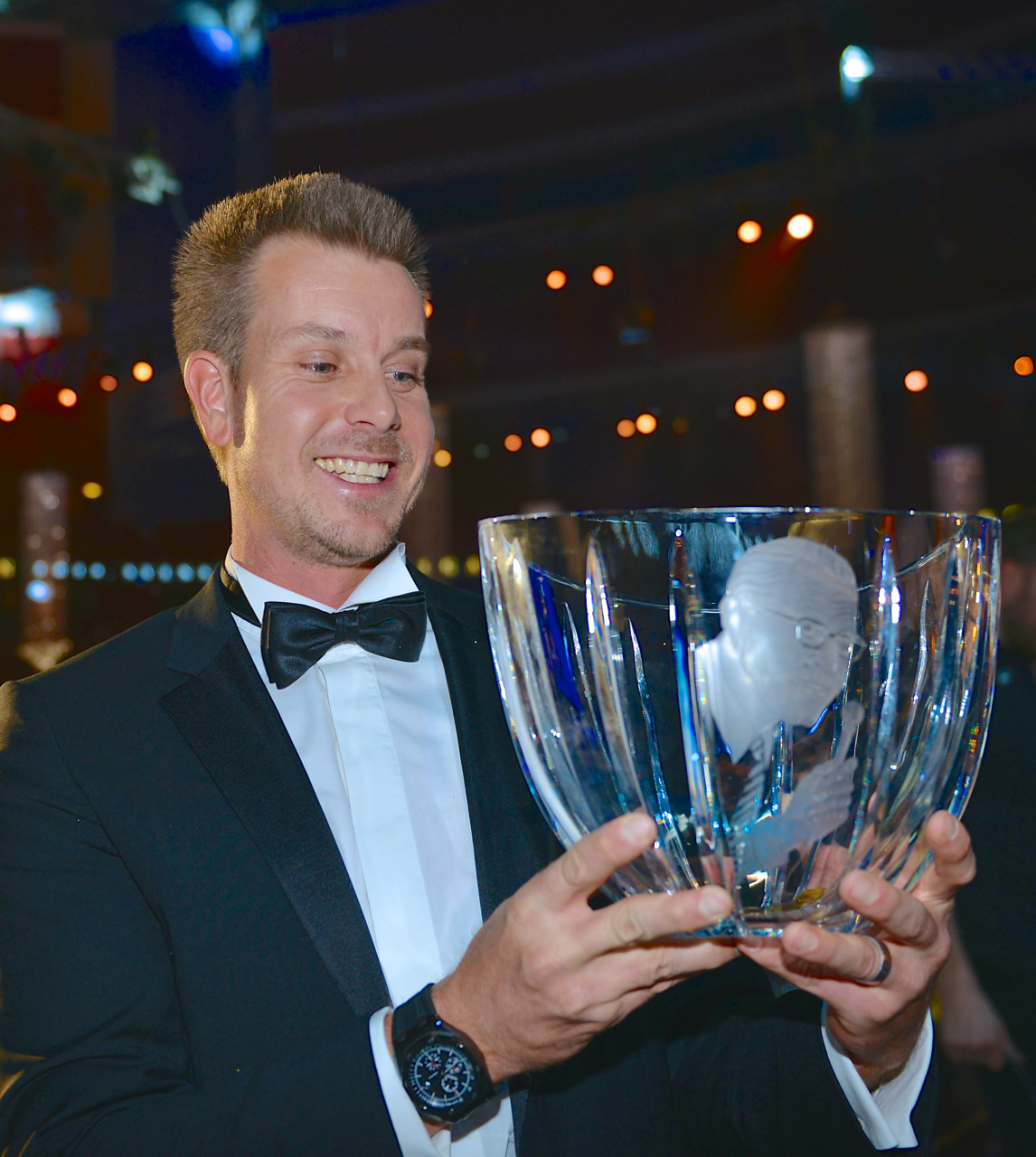
Henrik Stenson vinner Jerringpriset 2013 på Svenska Idrottsgalan i Globen i Stockholm den 13 januari 2014.

Henrik Olof Stenson, född 5 april 1976 i Carl Johans församling i Göteborg, är den hittills högst rankade manlige svenske professionelle golfspelaren. Han har vunnit inofficiella VM i matchspel (2007), i par med Robert Karlsson, World Cup, som kallas inofficiella VM för tvåmannalag (2008) samt The Players Championship (2009). Henrik Stenson är den första att vinna FedExCup och Race to Dubai under ett och samma år. Detta skedde 2013 efter att ha vunnit den sista tävlingen i Dubai och därmed säkrat segern i även Race to Dubai bara ca 3 veckor efter segern i FedEx Cup. 17 juli 2016 vann han den 145e upplagan av The Open Championship, och blev den förste svensken att vinna en herrmajor. Stenson tilldelades Jerringpriset 2013, Svenska Dagbladets Bragdguld 2016, och har blivit Årets golfare fem gånger mellan 2006 och 2016.

## Biografi

### Uppväxt
Henrik Stenson började spela golf på Gullbringa G&CC när han var tolv år. 15 år gammal flyttade han tillsammans med sin familj från Ytterby utanför Kungälv, till Bjärred i Skåne och gick med i Barsebäck GCC. Innan dess höll han på med fotboll och badminton. Han är än idag engagerad i Barsebäcks Golf & Country Club, framförallt i juniorverksamheten. Varje sommar sponsrar han en klubbtävling för juniorerna på klubben. Under större delen av tävlingssäsongen är Stenson bosatt i Lake Nona, Florida i USA.

### 1999–2006
Stenson blev professionell 1999 (alternativt sent 1998), och året efter vann han penningligan på andratouren i Europa, Challenge Tour. Därmed kvalificerade han sig för PGA European Tour 2001. Redan första året vann han på The Belfry utanför Birmingham sin första Europatourseger. Åren därefter började Henrik Stenson att försöka förbättra sin sving, vilket medförde att han tappade i konkurrenskraft fram till 2004, då han säkrade sin andra seger. Från 2005 gav arbetet med svingen resultat. Han blev en av de mest långtslående på touren och slutade det året som åtta på Europatourens penningliga.
2006 fortsatte Stensons utvecklingskurva uppåt när han slog sig in bland de 20 bästa på golfens världsrankning. Han kvalificerade sig tidigt på säsongen för en plats i Europas lag i Ryder cup. Stenson fick också äran att vinna den avgörande poängen för Europa vid segern mot USA på The K-Club utanför Dublin i september 2006.

### 2007–2008
2007 inledde Henrik Stenson med att gifta sig med Emma Löfgren, som han sällskapat med i ett årtionde. Därefter vann han i början av februari Dubai Desert Classic i konkurrens med bland andra världsettan Tiger Woods. Den 25 februari 2007 vann han finalen i WGC-Accenture Match Play Championship, det inofficiella världsmästerskapet i matchspel. Stenson vann finalen mot den regerande mästaren Geoff Ogilvy på det 35:e hålet. Segerpremien på 9,9 miljoner kronor var, liksom turneringssegern, den största en svensk golfspelare vunnit dittills. Titeln förde upp Henrik Stenson som femma på golfens världsrankning, vilket var den högsta position en svensk manlig golfspelare haft dittills. Jesper Parneviks sjundeplats 2000 var den tidigare bästa svenska rankningen. 2007 tilldelades han också Sydsvenska Dagbladets pris Skånebragden.
2008 inledde Stenson med en delad andraplats i Abu Dhabi Golf Championship.
I Qatar Masters veckan efter låg Stenson bra till som delad trea inför sista dagen, endast två slag efter ledaren Johan Edfors. Stenson gjorde en stabil 65:a sista dagen men kunde inte matcha Adam Scott som spurtade till sig segern med en fenomenal 61:a. Stenson slutade ensam tvåa. I augusti samma år slutade Stenson på delad fjärde plats i majortävlingen PGA Championship vilket förde upp honom på sjätte plats på världsrankningen.

### 2009–2016
I maj 2009 vann han The Players Championship i konkurrens med hela världseliten. Tävlingen brukar rangordnas som den förnämsta efter de fyra majorstävlingarna. Stenson själv sade att det var hans dittills största seger. Den förde upp honom till hans hittills högsta placering på världsrankningen: 4:a på listan som publicerades 18 maj 2009.
Den 22 september 2013 tog Henrik hem segern i TOUR Championship by Coca-Cola på East Lake-banan i Atlanta, USA och därmed också FedEx Cup. Stenson slutade 13 slag under par. 
Den 17 november 2013 tog Henrik hem segern i DP World Tour Championship på Jumeirah Golf Estates (Earth course) i Dubai och därmed också Race to Dubai. Stenson slutade 25 slag under par, sex slag före tvåan Ian Poulter. Stenson är för närvarande (november 2016) den ende spelaren genom tiderna som under samma säsong vunnit både FedEx Cup och Race to Dubai. Detta innebar hans hittills högsta placering på världsrankingen, en tredjeplats.
2013 och 2016 vann han Europatourens penningliga, Race to Dubai.
Den 13 januari 2014 vann Henrik Stenson Jerringpriset för 2013 på Svenska Idrottsgalan i Globen i Stockholm.

#### 2016–
Den 17 juli 2016 blev Stenson historisk, han blev då den förste manlige majorvinnaren för Sverige genom att vinna The Open Championship på Royal Troon Golf Club i Skottland. Efter den första rundan av mästerskapet ledde Phil Mickelson på 63 slag, vilket tangerade det lägsta artonhålsresultatet i en majortävling. Stenson var på delad 11:e plats och fem slag bakom. Efter dag två och 36 spelade hål var Mickelson i fortsatt ledning efter rondresultaten 63-69. Samtidigt hade Stenson klättrat till en ensam andraplats med rondresultaten 68-65, ett slag efter Mickelson. De två spelade under lördagen i ledarboll, och efter 54 hål hade rollerna bytts och Stenson var i ensam ledning på -12 under par, gentemot Mickelson som var -11 under par. Under söndagens avslutande runda spelade Stenson och Mickelson tillsammans återigen i ledarboll, och inför rundan hade de separerat sig ifrån det övriga spelfältet; den närmaste spelaren bakom Mickelson var Bill Haas på -6 under par. 
Vad som kom att bli en duell mellan Stenson och Mickelson har fått många kommentatorer att dra liknelser till "duellen i solen", som ägde rum 1977 mellan Jack Nicklaus och Tom Watson. Stenson inleder med en bogey på första hålet, och Mickelson gör samtidigt en birdie, vilket kastar om resultatlistan och Mickelson leder med ett slag. Stenson kontrar med birdie på hål 2-4, 6 och 8, samtidigt som Mickelson gör eagle på det fjärde och birdie på det sjätte hålet. Således har bägge spelarna 32 slag efter nio hål, och Stenson leder återigen med ett slag. Både Mickelson och Stenson gör birdie på hål 10, men Stenson faller tillbaka med bogey på hål 11 och ledningen är delad. Efter att båda gör par på hål 12 och 13 gör Stenson birdie på hål 14-16, medan Mickelson enbart lyckas göra birdie på hål 16. Med två hål kvar leder Stenson med två slag, och efter det att båda spelarna gör par på det 17:e, och Stenson sänker en sexmetersputt för birdie på hål 18, vinner Stenson mästerskapet med tre slag över Mickelson. J.B. Holmes, som slutade på ensam tredjeplats, var 11 slag efter Mickelson och 14 slag efter Stenson.
Den 14 augusti 2016 vann Henrik Stenson silver vid OS i Rio de Janeiro, Justin Rose tog guldet.
Den 22 september 2022 meddelade Svenska Golfförbundet att man bryter med Henrik Stenson, eftersom han tidigare under året tävlat på den Saudiarabienstödda LIV-touren.

## Meriter
| Nuvarande ställning (2016-11-20) | Nuvarande ställning (2016-11-20) | Nuvarande ställning (2016-11-20) |
| OWGR                             | Race to Dubai                    | FedEx-cup                        |
| -------------------------------- | -------------------------------- | -------------------------------- |
| 4                                | 1 (€5 289 506)                   | 18 (258 Poäng)                   |

| 2000 | 2000          | 2000    |
| OWGR | European OoM  | PGA OoM |
| ---- | ------------- | ------- |
|      | 159 (€48 846) | N/A     |

| 2001 | 2001          | 2001    |
| OWGR | European OoM  | PGA OoM |
| ---- | ------------- | ------- |
|      | 44 (€442 151) | N/A     |

| 2002 | 2002          | 2002    |
| OWGR | European OoM  | PGA OoM |
| ---- | ------------- | ------- |
|      | 176 (€42 283) | N/A     |

| 2003 | 2003          | 2003    |
| OWGR | European OoM  | PGA OoM |
| ---- | ------------- | ------- |
| 317  | 68 (€300 463) | N/A     |

| 2004 | 2004          | 2004    |
| OWGR | European OoM  | PGA OoM |
| ---- | ------------- | ------- |
| 145  | 32 (€711 815) | N/A     |

| 2005 | 2005           | 2005    |
| OWGR | European OoM   | PGA OoM |
| ---- | -------------- | ------- |
| 32   | 8 (€1 585 750) | N/A     |

| 2006 | 2006           | 2006    |
| OWGR | European OoM   | PGA OoM |
| ---- | -------------- | ------- |
| 12   | 6 (€1 709 359) | N/A     |

| 2007 | 2007           | 2007            |
| OWGR | European OoM   | FedEx-cup       |
| ---- | -------------- | --------------- |
| 16   | 4 (€2 014 841) | 31 ($1 897 554) |

| 2008 | 2008           | 2008             |
| OWGR | European OoM   | FedEx-cup        |
| ---- | -------------- | ---------------- |
| 8    | 7 (€1 798 617) | N/A ($1 238 118) |

| 2009 | 2009            | 2009             |
| OWGR | Race to Dubai   | FedEx-cup        |
| ---- | --------------- | ---------------- |
| 8    | 18 (€1 187 232) | N/A ($2 550 185) |

| 2010 | 2010          | 2010           |
| OWGR | Race to Dubai | FedEx-cup      |
| ---- | ------------- | -------------- |
| 51   | 49 (€718 404) | 141 ($683 070) |

| 2011 | 2011           | 2011           |
| OWGR | Race to Dubai  | FedEx-cup      |
| ---- | -------------- | -------------- |
| 207  | 136 (€189 831) | 180 ($327 799) |

| 2012 | 2012          | 2012           |
| OWGR | Race to Dubai | FedEx-cup      |
| ---- | ------------- | -------------- |
| 53   | 40 (€773 620) | 117 ($791 107) |

| 2013 | 2013           | 2013           |
| OWGR | Race to Dubai  | FedEx-cup      |
| ---- | -------------- | -------------- |
| 3    | 1 (€4 103 796) | 1 ($6 388 230) |

| 2014 | 2014           | 2014            |
| OWGR | Race to Dubai  | FedEx-cup       |
| ---- | -------------- | --------------- |
| 2    | 2 (€4 981 093) | 52 ($1 894 235) |

| 2015 | 2015            | 2015           |
| OWGR | Race to Dubai   | FedEx-cup      |
| ---- | --------------- | -------------- |
| 7    | 18 (€1 706 672) | 2 ($4 755 070) |

| 2016 | 2016           | 2016            |
| OWGR | Race to Dubai  | FedEx-cup       |
| ---- | -------------- | --------------- |
| N/A  | 1 (€5 289 506) | 36 ($3 397 373) |

### Majorsegrar
| År   | Mästerskap            | Efter 54 slag   | Resultat        | Mot par | Segermarginal | Runner(s)-up   | Golfbana              |
| ---- | --------------------- | --------------- | --------------- | ------- | ------------- | -------------- | --------------------- |
| 2016 | The Open Championship | 1 slags ledning | 68-65-68-63=264 | -20     | 3 slag        | Phil Mickelson | Royal Troon Golf Club |

### Totalsegrar
- 2000 European Challenge Tour
- 2013 FedEx Cup
- 2013 Race to Dubai
- 2016 Race to Dubai

### Segrar på Challenge Tour
- 2000 DEXIA-BIL Luxembourg Open
- 2000 2nd Cuba Challenge Tour Grand Final
- 2000 Gula Sidorna Grand Prix

### Segrar på Europatouren
- 2001 Benson and Hedges International Open
- 2004 The Heritage
- 2006 Qatar Masters
- 2006 BMW International Open
- 2007 Dubai Desert Classic
- 2007 WGC-Accenture Match Play Championship
- 2012 SA Open Championship
- 2013 DP World Tour Championship
- 2014 DP World Tour Championship
- 2016 BMW International Open
- 2016 The Open Championship

### Segrar på PGA-Touren
- 2007 WGC-Accenture Match Play Championship
- 2009 The Players Championship
- 2013 Deutsche Bank Championship
- 2013 TOUR Championship by Coca-Cola
- 2016 The Open Championship
- 2017 Wyndham Championship
- 2019 Hero World Challenge

### Övriga segrar
- 2008 Nedbank Golf Challenge

### Lagsegrar
- 2006 Royal Trophy
- 2006 Ryder Cup
- 2007 Royal Trophy
- 2007 Tavistock Cup
- 2008 Omega Mission Hills World Cup (i par med Robert Karlsson)
- 2010 Royal Trophy
- 2010 Tavistock Cup
- 2011 Royal Trophy
- 2011 Tavistock Cup
- 2014 Ryder Cup

## Resultat i majortävlingar
| Tournament            | 2001 | 2002 | 2003 | 2004 | 2005 | 2006 | 2007 | 2008 | 2009 | 2010 | 2011 | 2012 | 2013 | 2014 | 2015 | 2016 | 2017 | 2018 | 2019 | 2020 | 2021 |
| --------------------- | ---- | ---- | ---- | ---- | ---- | ---- | ---- | ---- | ---- | ---- | ---- | ---- | ---- | ---- | ---- | ---- | ---- | ---- | ---- | ---- | ---- |
| The Masters           | DNP  | DNP  | DNP  | DNP  | DNP  | CUT  | T17  | T17  | T38  | CUT  | CUT  | T40  | T18  | T14  | T19  | T24  | CUT  | T5   | T36  | CUT  | T38  |
| U.S. Open             | DNP  | DNP  | DNP  | DNP  | DNP  | T26  | CUT  | CUT  | 9    | T29  | T23  | DNP  | T21  | T4   | T27  | WD   | CUT  | T6   | T9   | CUT  |      |
| The Open Championship | CUT  | DNP  | DNP  | DNP  | T34  | T48  | CUT  | T3   | T13  | T3   | 68   | DNP  | 2    | T39  | T40  | 1    | T11  | T35  | T20  | DNP  |      |
| PGA Championship      | DNP  | DNP  | DNP  | DNP  | T47  | T14  | CUT  | T4   | T6   | CUT  | DNP  | DNP  | 3    | T3   | T25  | T7   | T13  | CUT  | T48  | CUT  |      |

DNP = spelade inte

CUT = missade cutten

"T" = delad placering

WD = avbröt tävlingen